# Teoría de la justificación
La justificación epistemológica es una rama de la filosofía que estudia el conocimiento que se ocupa del apoyo o respaldo a favor de una creencia; ya sea informal, como un punto de vista; o formal, como una proposición lógica o una teoría científica.
A partir de la definición de Platón del saber como “creencia verdadera y justificada” generalmente se considera que disponer de una justificación es requisito indispensable para que tales "creencias" constituyan un saber legítimo, es decir, sean consideradas válidas por una comunidad o grupo social.
Otras nociones relacionadas con la de justificación epistémica son las de explicación, demostración o prueba, razón, fundamento, garantía o aval (warrant) del conocimiento y otros semejantes.
Muchas cosas pueden ser objeto de una justificación: actos individuales, emociones, peticiones, leyes, etc. La Teoría de la justificación no se ocupa de ellas, sino que se refiere a las técnicas, modos o estrategias a las que puede acudirse para probar o sostener en forma no coercitiva, cualquier clase de declaración, proposición o enunciado.

## Introducción
Si una creencia es justificada, es porque hay algo que la avala: los justificadores, "explicaciones" o "razones" por las que un individuo o grupo puede considerar apropiado o legítimo aceptar una creencia o teoría. La teoría de la justificación se refiere a esas "explicaciones" o "razones".
La importancia del área se puede juzgar considerando la sugerencia de Luis Villoro, quien, aun cuando admite que una creencia puede estar basada en "razones empíricas", como la presunta percepción de ciertos datos empíricos, lo que no siempre es resultado de un argumento o raciocinio, atribuye a esas razones un peso no sólo decisivo sino exclusivo para discernir qué creencias tienen valor epistémico (i.e., cuáles merecen contarse como conocimiento) Esto no implica negar la importancia de la verdad, sino que las razones fungen, según ese autor, como único "criterio de verdad".
Sin embargo el término "razones" puede ser objeto de confusión, dado que generalmente se usa en dos sentidos:
- Una “razón” puede simplemente ser cualquier argumento que se aduzca en relación con el por qué se cree alguna cosa o hace algo. Por ejemplo, Villoro le da al término un sentido muy amplio, que cobija todo género de "respuestas articuladas" a la pregunta "¿Por qué?".[6] Alguien puede, de hecho, dar como "razones" motivos suyos no compartibles de o de expresión difícil, como sucede con muchos afectos y ciertas experiencias personales, incluyendo, por lo menos, algunas sensaciones y percepciones. Tales "razones" pueden ser señalados como muy atendibles por quien los tiene o ha o está experimentado, sin que un tercero deba compartirlas o incluso aceptarlas en algún sentido (Ver subjetividad). Son razones que podemos entender y aceptar por lo menos tentativamente, aunque no las compartamos y no seamos capaces de establecer con certeza absoluta que quien diga poseerlos o sentirlos de hecho los "sienta".[7]
- El término puede ser usado también para denotar algo así como “razonamiento válido o correcto”. Por ejemplo, la RAE da, entre otras, las siguientes acepciones "3: Conformidad con lo justo". "4: Probanza que se hace de la inocencia o bondad de una persona, de un acto o de una cosa." "5: Prueba convincente de algo."

Históricamente, y en el ámbito académico, el término "razones" fue entendido en ese sentido de ser argumento que demuestra aceptabilidad: “En el contexto de justificación, sin embargo, se ignoran los procesos psicológicos o sociales involucrados en el proceso de la génesis de hipótesis y se centra en mostrar los parámetros lógicos y epistémicos que dichas hipótesis deben cumplir para ser consideradas científicas (y ver más abajo). Sin embargo, la teoría de la justificación estudia no sólo las razones ‘’formalmente válidas’’ para sostener una creencia como verdadera, sino cualquier razón o argumento que le sirva de fundamento; buscando al mismo tiempo establecer reglas generales que permitan diferenciar entre tales explicaciones y razones.

## Las justificaciones
No todos los justificadores tienen que ser lo que se considera evidencia propiamente como tal. Existen tipos substancialmente diferentes de justificadores disponibles, sin embargo, cualquiera que esos sean, una creencia necesita, para ser justificada, de por lo menos uncia y otros hechos tanto internos como en el medio ambiente (a los cuales puede o no que tengamos acceso consciente).
Por lo menos ocasionalmente, la justificación para una creencia es otra. Considérese, por ejemplo, el caso de alguien que crea que hay vida inteligente en Marte y base esa creencia en otra creencia: que en la superficie de ese planeta hay un rasgo distintivo (la Cara de Marte) que solo puede ser producto de la acción de seres inteligentes. En este caso el justificador es la creencia que ciertos rasgos solo pueden ser el resultado de actos intencionales, y lo justificado es la creencia que hay vida inteligente en el planeta Marte. Pero, estrictamente, la creencia no se basa en la evidencia física, sino en la interpretación acerca de su origen, es decir, en otras creencias.
Pero supongamos que esa creencia justificadora fuera, en su turno, injustificada. Volviendo al ejemplo anterior, supongamos que esos rasgos en general o ese rasgo en particular pudiera resultar no solo de acciones intencionales o que, por lo menos, no se haya justificado la creencia que tal rasgo o característica solo puede ser el resultado de actos intencionales. En ese caso sería injustificable mantener que él o los rasgos implican acción inteligente. No sería el derecho de nadie mantener tal cosa a menos que lo que se alega como justificador sea justificable y haya sido justificado
En general, si una creencia está justificada, entonces esta puede a su vez justificar otras creencias. Si una creencia no está justificada, no puede servir de justificador ni a otra ni a su negación: si P no es justificada, no puede justificar ni Q ni la negación de Q.

### Justificaciones en la vida diaria
En la vida diaria hay muchos tipos de explicaciones (“personales”, generales o comunes, éticas, racionales, científicas, legales, epistémicas, etc) que, dependiendo del contexto, se puede argüir justifican aceptablemente una creencia o acción. Por ejemplo, el tipo de explicación que se suele considerar aceptable del porque alguien bebe un café, va a misa, etc, puede ser diferente de lo que se considera justificaría aceptablemente la afirmación que las manzanas caen debido a una ley universal o científica, la condena a muerte de algún individuo, una política del terror, etc.
Desde este punto de vista general generalmente se considera que la justificación debe ser adecuada al contenido y a la finalidad de lo que se busca justificar y, consecuentemente, pueden ser categorizadas como relacionadas con:
- Creencias individuales:
  - Una creencia "informal'; manifestada como opinión personal por un individuo.

Aun cuando tales aserciones generalmente implican una pretensión de manifestar una verdad objetiva, representa una verdad sin exigencia de validez o realidad intersubjetiva. Por ejemplo, una opinión personal de este tipo puede ser ampliamente justificada por la fe o un sentimiento o una vivencia personal.
- - Una creencia "formal", u "opinión individual razonada".

Tales aserciones implican una pretensión explícita de corresponder a los hechos o tener validez. Tentativas de justificación de esta categoría de creencias incluyen desde experiencias personales, supuestas correspondencias a principios o esquemas generales (tales como la ética o alguna teoría, etc); el uso o aplicación de algún método diseñado para producir verdad (por ejemplo, el Método lógico deductivo o Método científico); etc.
- Creencias o puntos de vista más generales.

Cuya expresión generalmente representa la creencia de un grupo con (por lo menos alguna) pretensión de manifestar una verdad objetiva. Representa una verdad probable, conveniente o adecuada a una situación concreta según uno o varios individuos. (ejemplos incluyen desde las religiones a las escuelas de pensamiento de las diferentes disciplinas). Estas creencias generalmente forman un conjunto de enunciados que pueden ser:
- - Cultural: cuando el contenido hace referencia a la aceptación por un grupo o ámbito cultural determinado como:
    - Opinión pública: La justificación hace referencia a la aceptación social del contenido cognitivo como verdad probable o adecuada a un determinado ámbito del conocimiento dentro de un grupo social o sociedad determinada y adquiere, según circunstancias, un cierto carácter normativo.
    - Moral o ética: Justificación por las normas sociales de convivencia.[10]

  - Científica: cuando la justificación cumple determinados requisitos exigidos por la comunidad científica, según el ámbito de realidad que se trate.[11]
  - legales. Algunos argumentan que en este ámbito se encuentran es el tipo más preciso o exacto de justificaciones, dado que el proceso legal criminal está diseñado, por lo menos en el sistema anglosajón, para demostrar la corrección de un dictamen condenatorio “más allá de toda duda razonable”,[12][13] mientras que el nivel de certeza demandado de una teoría científica es solo mostrar a una persona razonable la probabilidad de que lo afirmado es correcto.[14]
  - Lógicos o matemáticos, los que generalmente se sugiere tienen certeza absoluta por principio. (dado que usan Lógica deductiva. Ver, sin embargo, los aportes de Popper y Perelman, más abajo).

Lo anterior sugiere las siguientes: